# Thomas Pennant
Thomas Pennant (Whitford (Flintshire) in Wales,  14 juni 1726 – aldaar, 16 december 1798) was een Welsh natuuronderzoeker, reiziger, schrijver en oudheidkundige. Hij woonde zijn hele leven op het familielandgoed Downing Hall bij Whitford in het noorden van Wales.
Hij was een typische natuuronderzoeker met een grote belangstelling voor geografie, geologie, planten, zoogdieren, vogels, reptielen, amfibieën en vissen. Hij maakte daarvan studie en registreerde veel van wat hij zag en hoorde. Hij schreef zeer gewaardeerde boeken over dieren zoals British Zoology, de History of Quadrupeds, Arctic Zoology en Indian Zoology. Hij reisde veel, maar niet buiten Europa. Hij correspondeerde uitgebreid met bekende natuuronderzoekers van die tijd, waaronder mensen die ver buiten Europa actief waren. Een van hen was de Nederlandse hoge ambtenaar bij de VOC, Joan Gideon Loten, die ook beschrijvingen en aquarellen leverde voor de  History of Quadrupeds en Indian Zoology. 
Daarnaast verzamelde hij een groot aantal oudheidkundige interessante voorwerpen die nu zijn ondergebracht in de   National Library of Wales. Hij reisde (te paard) door streken binnen het Verenigd Koninkrijk waar toen niet zo veel over bekend was. Zijn reisbeschrijvingen illustreerde hij met kleurenplaten naar schetsen die door zijn assistent Moses Griffith werden gemaakt. Hij beschreef in zijn boeken nauwkeurig zijn reisroute, het landschap, de activiteiten, gebruiken en het bijgeloof van de bewoners en over de planten en dieren die hij zag of waarover hij hoorde.  

## Biografie
Pennant zat in Wrexham op de Grammar School en later in Fulham (Londen). In 1744 ging hij aan de Universiteit van Oxford studeren; overigens zonder daar een academisch graad te halen, wat echter gebruikelijk was onder studenten van vermogende ouders. Reeds in 1757 werd hij op voorspraak van Carl Linnaeus opgenomen in de Koninklijke Zweedse Academie voor Wetenschappen. In 1766 publiceerde hij het eerste deel van  British Zoology. Tijdens zijn dierkundige studies bezocht hij bekende onderzoekers en filosofen zoals Georges-Louis Leclerc de Buffon, Voltaire, Albrecht von Haller en Peter Simon Pallas. In 1771 kreeg hij een eredoctoraat voor zijn werk als dierkundige. Een groot aantal diersoorten zijn als eerbetoon naar hem vernoemd zoals  de houting Coregonus pennantii en de aap Procolobus pennantii. Pennant zelf is soortauteur van op zijn minst 14 vogelsoorten waaronder het witborstwaterhoen (Amaurornis phoenicurus) en de geelkraagparadijsvogel (Diphyllodes magnificus).